# Carl Silfverstrand
Carl Silfverstrand, född 9 oktober 1885 i Helsingborg, död 2 januari 1975, var en svensk idrottsman (längdhopp samt gymnastik). Han tävlade för IS Göta i Helsingborg, och sedan för Djurgårdens IF. 1905 vann han SM-guld i grenhopp, och 1908 i längdhopp.
Vid OS i London 1908 kom han på nionde plats i stavhopp och tolfte plats i längdhopp.
Vid OS 1912 i Stockholm var han med i det svenska laget som tog guld i gymnastik.